# ری‌انیمال
ری‌انیمال یا دوباره حیوان شدن (به انگلیسی: Reanimal) یک بازی ویدئویی رو به انتشار در سبک ترس و بقا است که توسط تارسیر استودیو ساخته شده و به‌وسیلهٔ تی‌اچ‌کیو نوردیک منتشر خواهد شد. این بازی قرار است برای مایکروسافت ویندوز، پلی‌استیشن ۵، ایکس‌باکس سری اکس/اس و نینتندو سوئیچ ۲ منتشر شود.

## گیم‌پلی
ری‌انیمال یک بازی ویدئویی ترس و بقا و سکوبازی سینمایی است. داستان یک برادر و خواهر را دنبال می‌کند که سعی می‌کنند از نسخه جهنمی خانه خود فرار کنند، در حالی که تلاش می‌کنند دوستان خود را نجات دهند. این دو باید با هم کار کنند، جزایر مختلف را جستجو کنند، از دست حیوانات جهش یافته فرار کنند و پازل‌های مختلف محیطی را حل کنند تا پیشرفت کنند. بازیکنان در نهایت یک قایق پیدا می‌کنند که آنها را قادر می‌سازد مکان‌های خارج از مسیر خطی بازی کشف کنند. این بازی از تک‌نفره و دو نفره آنلاین یا محلی چندنفره پشتیبانی می‌کند. درصورت بازی کردن تک‌نفره، همراه دوم توسط هوش مصنوعی به کنترل می‌شود.

## توسعه
این بازی در حال حاضر توسط شرکت سوئدی تارسیر استودیو سازنده سری لیتل نایتمرز در حال ساخت است. پس از اینکه آن‌ها توسط گروه امبریسر در سال ۲۰۱۹ خریداری شدند، استودیو در سال ۲۰۲۱ اعلام کرد که به جای ادامه سری لیتل نایتمرز، روی مالکیت فکری جدیدی کار خواهند کرد. مالک فرنچایز لیتل نایتمرز، بندای نامکو انترتینمنت، آن را به سوپرمسیو گیمز واگذار کرد تا لیتل نایتمرز ۳ را توسعه دهند، در حالی که تارسیر روی ری‌انیمال کار می‌کرد. آن‌ها ری‌انیمال را به عنوان دنباله معنوی سری لیتل نایتمرز در نظر گرفتند، اگرچه طراحی آن ترسناک‌تر از نسخه‌های قبلی بود.
برخلاف سری لیتل نایتمرز، ری‌انیمال از یک دوربین بازی پویا استفاده می‌کند که به‌طور مداوم هر دو شخصیت را در قاب نگه می‌دارد. هدف این استودیو «به حداکثر رساندن کلاستروفوبیا و تنش» و ایجاد حس وحشت مشترک در صورتی که بازیکنان بازی را با هم بازی کنند، بود. به‌طور روایی، بازی به شدت بر داستان سرایی محیطی تکیه دارد، اگرچه هر دو شخصیت اصلی در بازی صداگذاری خواهند شد. تیم می‌خواست هم حس ماجراجویی و هم حس ترس را برانگیزد و از بازی‌هایی مانند دو نفر لازم است، افسانه زلدا: افسون باد و سایلنت هیل ۲ الهام گرفتند. قهرمان‌ها باید با گذشته آشفته‌شان روبرو شوند و با این هیولاها روبرو شوند که طرح‌هایشان حول گذشته مشترک‌شان متمرکز شده است. این تیم همچنین می‌خواست با استفاده از تصاویری که محیطی آرام را فاسد و آلوده می‌کند، حس وهم‌انگیز ایجاد کند.
در ۲۲ مارس ۲۰۲۳، تارسیر استودیو یک تصویر تیزر از بازی را در حساب توییتر خود به اشتراک گذاشت. ناشر تی‌اچ‌کیو نوردیک رسماً بازی را در اوت ۲۰۲۴ در گیمزکام اعلام کرد. این بازی قرار است برای مایکروسافت ویندوز، پلی‌استیشن ۵، ایکس‌باکس سری اکس/اس و نینتندو سوئیچ ۲ منتشر شود.